# Far from China
Far from China je britské filmové drama z roku 2001. Natočil jej režisér C. S. Leigh podle vlastního scénáře (jde o jeho druhý celovečerní film). Hlavní roli spisovatelky Nany ve snímku ztvárnila Aurélia Thierrée. Děj filmu sleduje její úsilí o vyrovnání se s odkazem jejího otce, politického aktivisty. V dalších rolích se představili například Marianne Faithfullová a Thure Lindhardt. Originální hudbu ke snímku nahrála anglická kapela Suede. Kromě různých instrumentálních skladeb film obsahuje také novou píseň „Simon“.

## Obsazení
| Aurélia Thierrée      | Nana            |
| Lambert Wilson        | Jean-Pierre     |
| Antoine Chappey       | Joseph Novak    |
| Steven Mackintosh     | Noah            |
| Marianne Faithfullová | Helen           |
| Thure Lindhardt       | Jeremy          |
| Lucy Russell          | Janice          |
| Ian Rickson           | on sám          |
| Jens Albinus          | John            |
| Gwenaëlle Simon       | Jeanne          |
| Bérangère Allaux      | Natasha         |
| Gerard Bidstrup       | Henrik          |
| Linford Brown         | Jeff            |
| Christopher Chaplin   | Port            |
| Cecil Cheng           | Cecil           |
| Mark Gilvary          | pracovník UN    |
| Agnes Haladjian       | sestra          |
| Joey Koon             | Joey            |
| Noah Lazarus          | Michael         |
| Johnny Melville       | Richard         |
| Maya Morch            | herečka         |
| Valériane Moyersoen   | Clothilde       |
| Claire Nicolson       | Kit             |
| Daniel O'Meara        | Charlie Kimboat |
| Andrew Robertson      | Joe             |
| Claire Ross-Brown     | Selena          |
| Dorman Smith          | herec           |